# Netelia flavitarsis
Netelia flavitarsis är en stekelart som först beskrevs av Günther Enderlein 1912.  Netelia flavitarsis ingår i släktet Netelia och familjen brokparasitsteklar. Inga underarter finns listade i Catalogue of Life.